# Vinòmetre
Un vinòmetre és un instrument dissenyat per a mesurar la graduació alcohòlica del vi mitjançat la seva viscositat.
Generalment fabricat en vidre, basa el seu funcionament sobre la diversa força capil·lar que el vi exerceix sobre un petit tub capil·lar. L'escala graduada està convenientment calibrada per realitzar les mesures a una temperatura de 15 °C. Variant la temperatura del vi varia també la seva la viscositat per la qual cosa cal fer una correcció de +/- 0,33 ° alcohòlics cada 5 °C de diferència de temperatura si la temperatura de lectura no és de 15 °C (sumant si la temperatura és inferior i restant si és superior).